# Giorgi Cereteli
Giorgi Wasilis dze Cereteli (gruz. გიორგი ვასილის ძე წერეთელი, ros. Георгий Васильевич Церетели Gieorgij Wasiljewicz Cereteli; ur. 8 października?/21 października 1904 w Tianeti, zm. 9 września 1973 w Tbilisi) – radziecki językoznawca i historyk narodowości gruzińskiej, uznawany za jednego z twórców gruzińskiej szkoły wschodoznawstwa.
Urodził się w rodzinie lekarza. W 1927 roku ukończył studia na wydziale językoznawczym Uniwersytetu Tbiliskiego, a następnie w 1931 aspiranturę z arabistyki w Akademii Nauk ZSRR w Leningradzie. W tymże roku rozpoczął pracę naukową  w Państwowym Instytucie Żywych Języków Orientalnych w Leningradzie, a dwa lata później przeniósł się na Tbiliski Uniwersytet Państwowy, gdzie w 1942 roku uzyskał tytuł profesora. W 1936 roku został przewodniczącym wydziału języków Bliskiego Wschodu w nowo powstałym Instytucie Języka, Historii i Kultury Materialnej gruzińskiego oddziału Akademii Nauk ZSRR. W 1945 został przewodniczącym katedry semitologii Tbiliskiego Uniwersytetu Państwowego. W 1960 roku założył w Gruzińskiej Akademii Nauk Instytut Studiów Orientalnych, którym zarządzał przez 13 lat. Po jego śmierci instytut ten został nazwany jego imieniem, a w 2010 roku przyłączony do Państwowego Uniwersytetu Ilii.
W 1944 roku został członkiem korespondentem Akademii Nauk Gruzińskiej SRR, dwa lata później – członkiem rzeczywistym tejże akademii oraz członkiem korespondentem Akademii Nauk ZSRR. W 1967 roku został wiceprzewodniczącym Akademii Nauk Gruzińskiej SRR, którym był do 1970 roku, po czym został członkiem zarządu tej akademii. 26 listopada 1968 został członkiem rzeczywistym Akademii Nauk ZSRR. Od 1971 roku był członkiem redakcji czasopisma „Woprosy jazykoznanija”, współtworzył także Gruzińską Encyklopedię Radziecką oraz Słownik objaśniający języka gruzińskiego. Był również przewodniczącym gruzińskiego oddziału Radzieckiego Towarzystwa Przyjaźni z Krajami Arabskimi od momentu jego powstania.
Cereteli zajmował się językoznawstwem i folklorem arabskim, dawnymi językami Bliskiego Wschodu, historią literatur bliskowschodnich i językiem oraz literaturą gruzińską (badał m.in. tekst Rycerza w tygrysiej skórze), a także pismem aramejskim. Odkrył i zbadał nieznane wcześniej środkowoazjatyckie dialekty języka arabskiego. Zasiadał w Radzie Najwyższej Gruzińskiej SRR szóstej, siódmej i ósmej kadencji; podczas siódmej kadencji był członkiem prezydium Rady Najwyższej Gruzińskiej SRR.
Był honorowym członkiem Polskiego Towarzystwa Orientalistycznego (od 1966) oraz Royal Asiatic Society (od 1964). Został odznaczony trzema orderami, m.in. Orderem Czerwonego Sztandaru Pracy w 1964 roku.

## Literatura dodatkowa
- Георгий Васильевич Церетели (1904-1973) – Биобиблиография/გიორგი წერეთელი (1904-1973) – ბიობიბლიოგრაფია. Tbilisi: Mecniereba, 1986. (gruz. • ros.). Brak numerów stron w książce